# ナースが婚活!?
『ナースが婚活⁉ 婚活迷子のナースたちが次々と成婚するナース専門結婚相談所の物語』（ナースがこんかつ こんかつまいごのナースたちがつぎつぎとせいこんするナースせんもんけっこんそうだんしょのものがたり）は、柳川圭子による日本の小説。2020年11月13日にイマジカインフォスより刊行され、主婦の友社より発売された。
成婚率が驚異の8割越えという、ナース専門の結婚相談所「ナースのとも」代表の横山陽子が歯に衣着せぬ物言いと行動力で曲者ぞろいの相談者を成婚へ導く姿が描かれる。ナース専門の結婚相談所で実際にあった相談内容が物語化されている。
続編に横山陽子が転職事業部を立ち上げ、転職コンサルタントとして看護師の転職をサポートする『これが令和版 勝ち組ナースのハッピーライフ『ナースが就活!?』』（これがれいわばん かちぐみナースのハッピーライフ ナースがしゅうかつ）が2024年2月8日にイマジカインフォスより刊行され、主婦の友社より発売された。
2024年1月にテレビドラマ化された。

## 登場人物
横山 陽子（よこやま ようこ）
ナース専門の結婚相談所「ナースのとも」の代表。
皆本 若葉（みなもと わかば）
「ナースのとも」のスタッフ。

## 書誌情報
柳川圭子 『ナースが婚活⁉ 婚活迷子のナースたちが次々と成婚するナース専門結婚相談所の物語』 
- 2020年7月24日、主婦の友社、ISBN 978-4-07-445558-4

柳川圭子 『これが令和版 勝ち組ナースのハッピーライフ『ナースが就活!?』』 
- 2024年2月8日、主婦の友社、ISBN 978-4-07-459537-2

## 漫画
2023年12月29日より、脚本：三井玲衣＋モノガタリラボ、漫画：染井によるコミカライズ版がebookjapanとLINEマンガで配信中。

## テレビドラマ
『ナースが婚活』（ナースがこんかつ）のタイトルで2024年1月12日（11日深夜）から3月1日（2月29日）まで、テレビ東京系列の「木ドラ24」枠で放送された。主演は本作がテレビ東京でのドラマ初主演となる矢田亜希子。
ナース専門の婚活相談所「ナースのとも」を舞台に、元ナースの代表がナースたちの悩みに向き合い、結婚へ導く姿を描く。

### キャスト

#### 主要人物
横山陽子（よこやま ようこ）
演 - 矢田亜希子
ナース専門の婚活相談所「ナースのとも」代表。元四葉総合病院のナース。
カリスマ的存在で、自身の婚活経験をもとに婚活ナースたちを成婚に導く。
大沢緒人（おおさわ おと）
演 - 阿久津仁愛
「ナースのとも」のスタッフ。陽子の助手。
鷹野珠代（たかの たまよ）〈44〉
演 - 遊井亮子
四葉総合病院・救命救急センター師長。陽子の元同僚。
婚活ナース④。男運が悪く何度も交際相手に裏切られたことから、生涯独身を貫こうと考えていた。
しかしぎっくり腰を患いひとり暮らしに不安を感じ、老後に危機感を覚え「ナースのとも」に入会する。
菊池克樹（きくち かつき）〈44〉
演 - 中林大樹
婚活ドクター。四葉総合病院・循環器内科の医師。陽子の元カレ。

#### 四葉総合病院
三島舞
演 - 未来
救命救急センターのナース。牡丹を伴い「ナースのとも」に入会する。
南原紀
演 - 小泉もえこ
救命救急センターのナース。明穂に自身を成婚に導いた「ナースのとも」を紹介する。
路川凛
演 - 結城陽葵
救命救急センターのナース。

#### ゲスト

##### 第1話
安藤明穂（あんどう あきほ）〈26〉
演 - 華村あすか
婚活ナース①。救命救急センターの看護師。交際相手の冴島に四股をかけられていた。
冴島昴（さえじま すばる）
演 - 佐伯大地
ナースからも人気の高い救命救急センターの医師。
相田
演 - 渡邊修一
救急救命士。
米島幸助（よねじま こうすけ）〈58〉
演 - 神保ボンジ（第2話）
交通事故に遭った会社員。救命救急センターに緊急搬送される。
工藤真司〈30〉
演 - 坂口衛
「ナースのとも」が明穂に紹介した見合い相手のひとり。
馬場哲夫〈30〉
演 - 小川隆将
「ナースのとも」が明穂に紹介した見合い相手のひとり。
見合い相手
演 - 大内祐大
「ナースのとも」が明穂に紹介した見合い相手のひとり。

##### 第2話
別所牡丹（べっしょ ぼたん）〈29〉
演 - 潤花
婚活ナース②。オペ室看護師。外科医師の深田と不倫関係。
深田郁哉
演 - 黄川田雅哉
外科医師。
八重
演 - 立枝歩
深田が担当する米島幸助に付き添う女性。米島の妻と思われたが妻ではなかった。
佐野
演 - 数ヒロキ
「ナースのとも」が牡丹に紹介した見合い相手。外資系の音響メーカー勤務。

##### 第3話
野町千晶〈29 → 30〉
演 - 小島藤子
婚活ナース③。マッチングアプリで出会いを求める夜勤専門の救命救急センターのナース。
しかし30歳を迎え、焦りから「ナースのとも」で婚活に本腰を入れるようになる。
楠田紀佐志
演 - 岩井拳士朗
「ナースのとも」が千晶に紹介した見合い相手。市役所勤務の公務員。
貴島剛
演 - 石黒雄太
千晶がマッチングアプリで出会った男。会社経営者と名乗っていたが、ティッシュ配りのフリーターだった。
光代
演 - 神谷敷樹麗
千晶の同僚ナース。居酒屋で千晶からマッチングアプリで出会った男の愚痴を聞かされる。
三木本聡 / タケル
演 - 若林司（最終話）
千晶にマッチングアプリでタケルを名乗り接触してきた男。ティッシュ配りの貴島の同僚だった。
目黒
演 - 原嶋元久
楠田の同僚。既婚者。

##### 第4話
堂上大地
演 - 清水伸
母親が足を負傷し治療に訪れていた四葉総合病院に駆け付ける。
婚活中で、病院で出会った同じく婚活中の珠代をデートに誘う。
今村一郎
演 - 川崎宗則
「ナースのとも」が珠代に紹介した見合い相手。仮交際を重ねる。
堂上早苗、堂上肇
演 - 芝村洋子、高桑満
堂上の両親。
医師
演 - 堀内充治
堂上の母親を治療した四葉総合病院の医師。
お見合い相手
演 - 大山雄史、碓井英司、水元誠
「ナースのとも」が珠代に紹介した見合い相手たち。珠代が受け身で相手に興味を示さない態度のため、仮交際の終了を告げる。

##### 第5話
江頭恵美（えとう えみ）〈27〉
演 - 北野日奈子
婚活ナース⑤。リハビリ科の看護師。過保護な母の言われるままに人生を歩み、自分の意志が希薄な女性。
自分に自信がなくお見合いで言葉が出ず挫折し婚活をやめたいと言い出したため、お見合いトークの特訓を受け自信をつける。
母の意見でなく、体の弱い母の面倒を看れるようにと自分の意志で看護師を志していた。
江頭美子（えとう よしこ）
演 - 横山めぐみ
恵美の母親。過保護で「ナースのとも」での恵美の面談に同伴し、お見合いに干渉しようとして陽子に止められる。
恵美が初めて自分の意志で渉の母と祖母を在宅看護すると言い出したことから、反対する夫を説き伏せ娘を応援する。
渡辺渉（わたなべ わたる）
演 - 小澤雄太
「ナースのとも」が恵美に紹介した見合い相手。
恵美にプロポーズすると思われた矢先、祖母を在宅介護する母が倒れたため、二人の面倒を看ることを理由に交際解消を切り出す。
江頭恵介（えとう けいすけ）
演 - 石倉良信
恵美の父親。恵美が婚活をやめ、交際相手の渉の母と祖母を在宅看護すると言い出したことに反対する。
見合い相手
演 - 斉藤コータ、竹内誠人
「ナースのとも」が恵美に紹介した見合い相手。

##### 第6話
福田風花（ふくだ ふうか）〈36〉
演 - 中村静香
婚活ナース⑥。訪問介護会社の社長。4年前に夫の浮気で離婚している。
再婚するにあたり「ナースのとも」に絶対に浮気しない人の紹介を希望する。
万波湊〈30〉
演 - 五十嵐諒
「ナースのとも」が風花に紹介した見合い相手。地図アプリの開発・管理会社勤務。結婚相手には社会参加と子育てを希望している。
南雲新菜（なぐも にいな）
演 - 近藤くみこ（ニッチェ）
風花の友人。看護師で風花と訪問看護会社を起業したビジネスパートナー。風花の夫が浮気した時、すぐに別れろと離婚を後押しした。
看護師
演 - 福田千晶
病院勤務時代の風花の後輩看護師。大手商社勤めの夫の浮気は、バッグを買ってもらい許せばいいと風花に告げる。
訪問看護の女性患者
演 - 小田和江
風花の訪問看護が楽しみと告げる。
スタッフ
演 - 鈴木咲稀
風花の訪問看護会社のスタッフ。忙しい風花がリフレッシュできているか心配する。
佐藤
演 - 若林秀敏
「ナースのとも」が風花に紹介した見合い相手。IT企業勤務。
親子
演 - 青木優里佳、田村海夏
満員のエレベーターを風花と陽子が降りて譲ってもらう。

##### 第7話
保科ひかり〈29〉
演 - 守屋茜（最終話）
婚活ナース⑦。一葉総合病院の外来看護師。今いる彼氏はヒモ男だと陽子に見破られる。
吾郎と、元家庭教師だった医師の菊池を「ナースのとも」から見合い相手として紹介される。
蒲生吾郎〈29〉
演 - 落合モトキ（最終話）
婚活ナース⑧。四葉総合病院の病棟看護師。同棲している彼女がいるが、生活全般を依存されている。
看護師のひかりを「ナースのとも」から見合い相手として紹介される。
京介
演 - 田村心（最終話）
ひかりの彼氏。アルバイトしながらバンドをやっているが、生活全般をひかりに依存しているヒモ男。
ひかりに隠れて二股交際していたことが発覚し、別れを切り出された。
流川莉子
演 - 田中美麗（最終話）
吾郎の彼女。吾郎を愛しているが何もできない子でバイトが長続きせず、生活全般を吾郎に依存しているヒモ女。
吾郎に嫌われないよう、借金をしてバイト代とウソをついて渡していたことが発覚、別れを切り出された。
お見合い相手
演 - 寺田浩子、西川綾乃、高橋ゆな、藤山凛
「ナースのとも」が菊池に紹介した見合い相手たち。ピンとこないという理由で菊池に仮交際を断られる。
女性
演 - れおん
京介がひかりに隠れて二股交際していた女性。

##### 最終話
野田実愛〈30〉
演 - 野田愛実（カメオ出演）
「ナースのとも」を訪れた外来看護師。

### スタッフ
- 原作 - 『ナースが婚活!?』（柳川圭子著／イマジカインフォス刊）[1]
- 脚本 - 保木本真也、的場友見[1]
- 音楽 - スワベック・コバレフスキ、狩野佑次、伊藤誉
- 主題歌 - 円神「Candy Poppin’」（UNIVEASAL SIGMA / nonagon records）[32]
- エンディングテーマ - 野田愛実「bae」（avex trax）[32]
- 監督 - 水田成英、大内田龍馬、小林和紘[1]
- プロデュース - 村田充範（テレビ東京）、大瀬花恵（FCC）、長部聡介（FCC）[1]
- 制作 - テレビ東京、FCC
- 製作著作 - 「ナースが婚活」製作委員会

### 放送日程
| 各話  | 放送日  | サブタイトル                   | サブタイトル              | 脚本       | 演出       |
| 各話  | 放送日  | 本放送                         | 配信                      | 脚本       | 演出       |
| ----- | ------- | ------------------------------ | ------------------------- | ---------- | ---------- |
| CASE1 | 1月12日 | あなたの婚活、私が看護します!  | 医者に4股サレる看護師     | 保木本真也 | 水田成英   |
| CASE2 | 1月19日 | 夢から覚めて!不倫は婚活の天敵  | 外科医とオペ不倫ナース    | 保木本真也 | 水田成英   |
| CASE3 | 1月26日 | マッチングアプリ VS 結婚相談所 | マッチング夜勤ナース      | 保木本真也 | 大内田龍馬 |
| CASE4 | 2月02日 | アラフォーナースの大逆転婚活!  | お局干物ナース            | 的場友見   | 大内田龍馬 |
| CASE5 | 2月09日 | ママと娘の婚活ブルース         | 母親の言いなりナース      | 保木本真也 | 小林和紘   |
| CASE6 | 2月16日 | バツイチナースが求めるものは?  | 温泉不倫サレ社長          | 保木本真也 | 大内田龍馬 |
| CASE7 | 2月23日 | 結婚とは幸せになる覚悟         | ヒモと付き合うナース      | 保木本真也 | 水田成英   |
| CASE8 | 3月01日 | 幸せになる覚悟があるのは誰?    | 元カレドクターの恋の行方… | 保木本真也 | 水田成英   |

### 放送局
| 放送期間               | 放送時間                     | 放送局         | 対象地域       | 備考                                |
| ---------------------- | ---------------------------- | -------------- | -------------- | ----------------------------------- |
| 2024年1月12日 - 3月1日 | 金曜 0:30 - 1:00（木曜深夜） | テレビ東京     | 関東広域圏     | 製作局                              |
|                        |                              | テレビ大阪     | 大阪府         |                                     |
|                        |                              | テレビ愛知     | 愛知県         |                                     |
|                        |                              | テレビせとうち | 岡山県・香川県 |                                     |
|                        |                              | テレビ北海道   | 北海道         |                                     |
|                        |                              | TVQ九州放送    | 福岡県         |                                     |
| 2024年1月17日 - 3月6日 | 水曜 0:00 - 0:30（火曜深夜） | BSテレ東       | 日本全域       | BS放送                              |
|                        |                              | BSテレ東4K     | 日本全域       | BS4K放送 / 4Kアップコンバートで放送 |
| 2024年2月12日 - 4月2日 | 火曜 1:05 - 1:35（月曜深夜） | テレビ和歌山   | 和歌山県       |                                     |

### ネット配信
| 配信開始月 | 配信サイト         | 配信料金     | 備考           |
| ---------- | ------------------ | ------------ | -------------- |
| 2024年1月  | ネットもテレ東     | 広告付き無料 | 見逃し配信     |
| 2024年1月  | TVer               | 広告付き無料 | 見逃し配信     |
| 2024年1月  | U-NEXT             | 定額制有料   | 独占見放題配信 |
| 2024年1月  | Amazon Prime Video | 定額制有料   | 独占見放題配信 |

| テレビ東京系列 木ドラ24                                  | テレビ東京系列 木ドラ24                 | テレビ東京系列 木ドラ24                           |
| 前番組                                                   | 番組名                                  | 次番組                                            |
| -------------------------------------------------------- | --------------------------------------- | ------------------------------------------------- |
| ポケットに冒険をつめこんで （2023年10月20日 - 12月22日） | ナースが婚活 （2024年1月12日 - 3月1日） | 痛ぶる恋の、ようなもの （2024年3月8日 - 3月29日） |